# Ana, mon amour
Ana, mon amour ist ein Spielfilm von Călin Peter Netzer aus dem Jahr 2017. Die rumänisch-deutsch-französische Koproduktion basiert auf dem Roman Luminița, mon amour von Cezar Paul-Bădescu und stellt die komplizierte Beziehung eines jungen rumänischen Ehepaares (dargestellt von Diana Cavallioti und Mircea Postelnicu) in den Mittelpunkt, bei der die Frau unter einer psychischen Erkrankung leidet. Mit ihrer Genesung durch eine analytische Psychotherapie zerbricht die Ehe und es kommt zur Trennung des Paares.
Das Melodram wurde am 17. Februar 2017 im Wettbewerb der 67. Internationalen Filmfestspiele Berlin uraufgeführt. In Rumänien hatte der Film am 1. März 2017 Premiere. Am 24. August 2017 ist er in den deutschen Kinos angelaufen.

## Handlung
Toma und Ana lernen sich beim gemeinsamen Literaturstudium kennen. Während Toma aus einem gutbürgerlichen Elternhaus stammt, ist Ana in komplizierten Familienverhältnissen aufgewachsen und leidet unter Panikattacken. Bereits bei der ersten Verabredung wird Toma mit einem ihrer „Zwischenfälle“ konfrontiert. Er reagiert darauf mit Verständnis und Fürsorge und beide gehen trotz aller Widerstände ihrer Eltern eine Beziehung miteinander ein.
Anas Phobien und Panikattacken nehmen im Laufe der Zeit zu und ihr Gesundheitszustand verschlechtert sich zusehends. Sie verlässt nicht mehr das Studentenwohnheim, zieht sich ins Bett zurück und muss selbst beim Toilettengang von Toma begleitet werden. Nach einem möglichen Selbstmordversuch können weder die Ärzte im Krankenhaus noch ein Psychiater eine medizinische Ursache feststellen. Während sich das Paar zusehends von Familie und Freunden isoliert, bessert sich Anas Gesundheitszustand langsam wieder. Sie kann durch Tomas aufopferungsvolle Hilfe das Haus verlassen und ihre Situation beginnt sich allmählich zu normalisieren.
Als Ana schwanger wird, beschließen beide zu heiraten. Eine Frauenärztin überweist Ana an eine Psychotherapeutin, wo sie erstmals richtige Hilfe erfährt. Nach der Geburt des Sohnes Tudor findet Ana in die Selbstständigkeit zurück und steigt in der Redaktion einer Frauenzeitschrift schnell zur Chefredakteurin auf. Währenddessen gibt Toma seinen Beruf als Journalist auf und widmet sich vollends der Erziehung des gemeinsamen Kindes. Durch die analytische Psychotherapie wieder erstarkt, emanzipiert sich Ana. Der eifersüchtige Toma kann mit der neugewonnenen Unabhängigkeit seiner Frau nicht umgehen. Er verdächtigt sie ein Verhältnis mit dem gemeinsamen Freund Bogdan zu haben und spioniert ihr nach. Toma vermutet Anas Psychotherapeutin als treibende Kraft hinter ihrer extremen Wesensveränderung. Es kommt nach Jahren zur Trennung. Der psychisch vermeintlich robustere Toma nimmt am Ende selbst psychoanalytische Sitzungen in Anspruch, um seine zerbrochene Ehe zu verarbeiten.

## Hintergrund
Ana, mon amour ist der vierte Spielfilm des rumänischen Regisseurs und Drehbuchautors Călin Peter Netzer, der in seinen vorangegangenen Werken anhand zwischenmenschlicher Beziehungen die Befindlichkeiten des postkommunistischen Rumäniens untersuchte. Als literarische Vorlage diente ihm der 2006 erschienene Roman Luminița, mon amour seines Landsmanns Cezar Paul-Bădescu. Gemeinsam mit Paul-Bădescu und Iulia Lumânare überarbeitete Netzer den Roman zu einem Drehbuch. Eigenen Angaben zufolge wollte Netzer in dem Film nicht das Zerbrechen einer Beziehung erkunden, sondern die Unfähigkeit, eine Beziehung richtig aufzubauen. Die Hauptrollen vergab er an die rumänischen Schauspieler Diana Cavallioti und Mircea Postelnicu. Während Cavallioti bereits seit Mitte der 2000er-Jahre als Film- und Fernsehschauspielerin tätig ist, ist Postelnicu ein erprobter Theaterdarsteller, der vor den Dreharbeiten zu Ana, mon amour über kaum Filmerfahrung verfügte.
Die Produktionskosten wurden Mitte Oktober 2014 auf zwei Mio. Euro geschätzt. Unterstützt wurde das Filmprojekt mit 361.000 Euro von der nationalen rumänischen Filmförderung, die im selben Monat nur die Hälfte der angeforderten Mittel zur Verfügung stellte. Die Filmstiftung NRW unterstützte Netzers Regiearbeit mit 250.000 Euro, weitere Mittel kamen von Eurimages, während als Sender HBO Romania beteiligt war. Produziert wurde der Film von Parada Film, in Koproduktion mit der deutschen augenschein Filmproduktion und der französischen Sophie Dulac Productions.
Der Kölner Verleih Real Fiction Film wird Ana, mon amour in die deutschen Kinos bringen. Die Rechte für den Weltvertrieb liegen bei Beta Cinema.

## Auszeichnungen
Ana, mon amour konkurrierte im Wettbewerb der Berlinale um den Goldenen Bären, den Netzer bereits 2013 mit seinem vorangegangenen Film Mutter & Sohn gewonnen hatte. Die Filmeditorin Dana Bunescu erhielt für den Schnitt einen Silbernen Bären für eine "Herausragende Künstlerische Leistung".